# Катастрофа Ту-154 под Каиром
Катастрофа Ту-154 под Каиром — авиационная катастрофа, произошедшая в среду 10 июля 1974 года близ Каира. Авиалайнер Ту-154 авиакомпании «EgyptAir» выполнял тренировочный полёт в районе аэропорта Каира, но при уходе на второй круг самолёт перешёл в сваливание, врезался в землю и полностью разрушился. Погибли все 6 членов экипажа на борту самолёта.

## Самолёт
Ту-154 с заводским номером 74A-048 и серийным 00-48 был выпущен Куйбышевским авиазаводом в конце 1973 года, после чего был продан египетской компании EgyptAir, где получил бортовой номер SU-AXB и имя Nefertiti, после чего с 1 декабря 1973 года начал выполнять пассажирские рейсы. Это был первый из 8 самолётов Ту-154, полученных EgyptAir.

## Катастрофа
Самолёт выполнял тренировочные полёты в районе аэропорта Каира, а на его борту находились 6 членов экипажа. Продолжительность занятий составляла уже 3 часа 14 минут, когда под управлением пилота-стажёра отрабатывались посадка на полосу 23 и уход на второй круг. Но при наборе высоты стажёр из-за неверного управления скоростью привёл к появлению продольной качки, что в свою очередь привело к разбалансировке самолёта и потере управления на малой высоте. В результате в 17:30 машина врезалась в землю и полностью разрушилась. Все 6 человек на борту погибли.

## Причины
Вероятной причиной катастрофы стали ошибки в пилотировании, приведшие к постоянно увеличивающемуся раскачиванию самолёта при недостатке запаса высоты для исправления ситуации. Способствовать катастрофе могли неточное вычисление центровки самолёта перед взлётом и возможное смещение балласта к задней части.

## Последствия
После катастрофы все оставшиеся в парке EgyptAir 7 авиалайнеров Ту-154 (бортовые номера SU-AXC — SU-AXI) в марте 1975 года были возвращены в Советский Союз (бортовые номера CCCP-85049 — CCCP-85055).
Также с 1975 года на самолётах Ту-154 начиная с модификации Ту-154Б была введена синхронизация выпуска закрылков и перестановки стабилизаторов.